# Александар Чаврић
Александар Чаврић (Вуковар, 18. мај 1994) је српски фудбалер. Тренутно наступа за Слован из Братиславе.

## Клупска каријера
Чаврић је фудбал почео да тренира у Зрењанину, у школи фудбала Петлић. Затим је прешао у Пролетер, да би након гашења овог клуба заиграо за Банат. У дресу Баната је и дебитовао у сениорском фудбалу. Одиграо је 11 утакмица у Првој лиги Србије, да би у јуну 2012. прешао у ОФК Београд. У дресу ОФК Београда је дебитовао у Суперлиги Србије, а укупно је у овом такмичењу одиграо 54 утакмице и постигао 14 голова.
У завршници прелазног рока 2014. године, Чаврић је прешао у белгијски Генк са којим је потписао трогодишњи уговор. У екипи Генка је био углавном резервиста, и одиграо је 18 првенствених утакмица. Крајем августа 2015. позајмљен је данском Архусу, где је у сезони 2015/16. одиграо 19 првенствених утакмица уз један постигнут гол. Почетком септембра 2016. потписује четворогодишњи уговор са Слованом из Братиславе.

## Репрезентација
Чаврић је са репрезентацијом Србије до 19 година постао првак Европе 2013. године на Европском првенству до 19 година у Литванији. Са репрезентацијом Србије до 21. године је наступао на Европским првенствима 2015. и 2017. године.

## Трофеји
Слован Братислава
- Суперлига Словачке (5) : 2018/19, 2019/20, 2020/21, 2021/22, 2022/23.
- Куп Словачке (4) : 2016/17, 2017/18, 2019/20, 2020/21.